# Albistunnel
Der Albistunnel ist ein 3359 Meter langer, einspuriger Eisenbahntunnel durch den Albis zwischen Sihlbrugg und Litti bei Baar in der Schweiz. Er wurde 1897 durch die Schweizerische Nordostbahn (NOB) als Teil der Bahnstrecke Thalwil–Zug eröffnet und gehört heute zum Netz der Schweizerischen Bundesbahnen (SBB). Beim Durchschlag des Tunnels am 8. Mai 1894 war dies der zweitlängste Eisenbahntunnel der Schweiz.
Der Tunnel wurde bereits mehrmals instand gesetzt – das letzte Mal in grossem Stil in den Jahren 1982–1985. Im Jahre 2006 wurden erneut Sanierungsarbeiten durchgeführt.

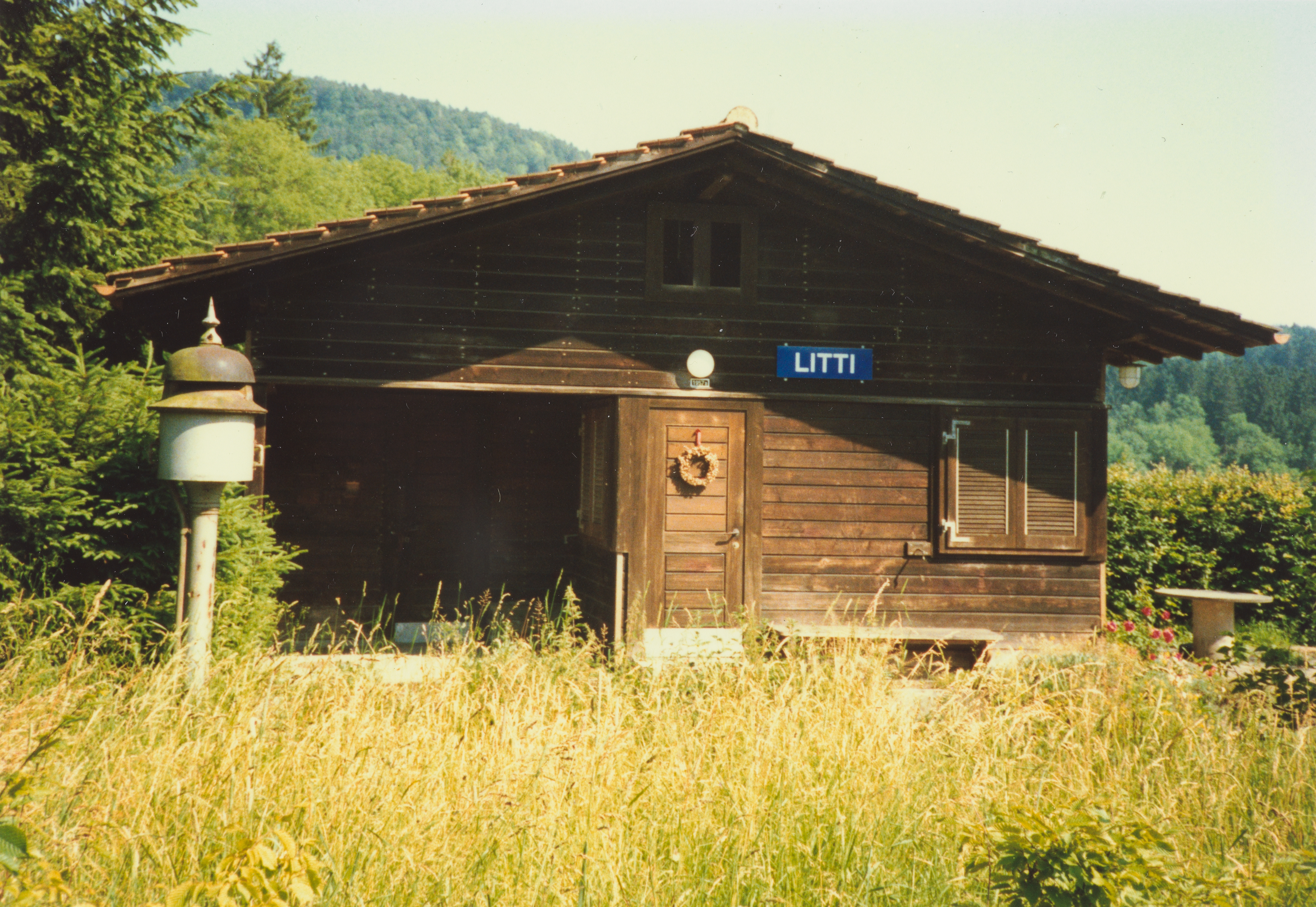
Dienststation Litti in der Nähe des Portals auf der Zugerseite (undatiert, vor 2014)